# Monte Arale
Il monte Arale o Montarale è un rilievo di 853 m s.l.m situato nei comuni di Piegaro e Montegabbione in Umbria.

## Geografia
Dalla cima si può osservare il paesaggio circostante, formato da varie foreste, dal Lago Trasimeno, dal Lago di Chiusi e da alcune città e centri minori come Perugia, Assisi e lo stesso comune di Piegaro.

## Monumenti e luoghi di interesse
Sulla cima del monte è posta la croce di Montarale, una croce in ferro di notevoli dimensioni, eretta nel 1901.  Sul suo versante meridionale è ubicato il convento della Scarzuola.